# Фикция (литература)
Литературна фикция е творчески похват, при който, поради липса на други възможности, се допускат присъщите на реалистичното мислене художествени средства да бъдат използвани за създаването на въображаем свят. Това се постига въз основа на възприетите от него реалистични художествени произведения, понеже извън акумулирания в неговото въображение опит той трудно би могъл да си представи действителността, която основно да се различава от усвоената вече от него.

## Същност
Фикцията в художествената литература се отнася до всеки разказ, който произтича от въображението – с други думи, не се основава изцяло на историята или фактите. Тя се отнася повече до разкази, написани само в проза (романа и кратка история), и често се използва като синоним на романа.
В киното фикцията съответства на наративния филм, противопоставящ се на документалния филм, що се отнася до романа към игралния филм и краткия разказ до късометражния филм.